# Broken Bones
Broken Bones és una banda anglesa de hardcore punk, fundada el 1983 a Stoke-on-Trent pel guitarrista Anthony «Bones» Roberts després de deixar Discharge.
La formació original incloïa el germà bessó de Bones, Terence "Tezz" Roberts (també ex-Discharge) al baix, Nick «Nobby» Dobson a la veu i el bateria Darren «Bazz» Burgress. El seu primer senzill «Decapitated» va ser publicat al gener de 1984, i el següent senzill «Crucifix» el maig de 1984. Tezz va deixar la banda per unir-se a U.K. Subs i Paul «Oddy» Hoddy el va substituir al baix. Aquesta formació va signar amb Fall Out Records i va gravar el seu primer àlbum, Dem Bones, produït per Mike Stone. A Alemanya, els dos primers senzills es van aplegar al mini-àlbum I. O. U...Nothing, publicat per Agressive Rock Produktionen.
Broken Bones va evolucionar i van passar a un estil conegut com a crossover thrash. Ha publicat vuit àlbums d'estudi, tres EP i diversos senzills. El grup ha passat per una sèrie de canvis de formació al llarg dels anys i ha fet gires internacionals.

## Discografia

### Àlbums
- Dem Bones (1984, Fall Out Records)
- Live at the 100 Club (1985, autoproduït)
- Bonecrusher (1985, Combat Core)
- F.O.A.D (1987, Fall Out Records)
- Losing Control (1987, Heavy Metal Recordings)
- Stitched Up (1991, Rough Justice)
- Without Conscience (2001, Rhythm Vicar)
- Time for Anger, Not Justice (2004, Dr. Strange Records)
- Fuck You and All You Stand For (2009, Rodent Popsicle Records)

### EP
- I..O..U....Nothing (1984, Aggressive Rock Produktionen)
- Trader in Death (1987, Heavy Metal Recordings) (No. 21)
- Dead & Gone (2015, Punkerama/Breed)

### Recopilatoris
- Decapitated (1987, Fall Out Records)[1]
- Brain Dead (1992, Rough Justice)
- Complete Singles (1996, Cleopatra Records)
- Bone Club, The Very Best Of (2010, Jungle Records)